# Список правителей Финале

Герб маркграфства Финале

В данной статье перечислены правители маркграфства ди Финале, с момента его основания в  1162 году до момента упразднения в 1797 году. 

## Список правителей

### Дель Карретто
| Изображение | Правитель                    | Годы правления | Дополнительная информация |
| ----------- | ---------------------------- | -------------- | --- |
|             | Энрико I дель Карретто       | 1162—1185      | Основатель маркграфства |
|             | Энрико II дель Карретто      | 1185—1231      | |
|             | Джакомо дель Карретто        | 1231—1265      | |
|             | Антонио дель Карретто        | 1265—1313      | |
|             | Джорджо дель Карретто        | 1313—1359      | |
|             | Лаззарино I дель Карретто    | 1359—1392      | |
|             | Лаззарино II дель Карретто   | 1392—1412      | |
|             | Галеотто I дель Карретто     | 1412—1450      | В изгнании от 5.02.1449 |
|             | Джованни I дель Карретто     | 1450—1468      | У власти с 20.12.1450 |
|             | Галеотто II дель Карретто    | 1468—1482      | |
|             | Альфонсо I дель Карретто     | 1482—1499      | Первое правление |
|             | Карло Доменико дель Карретто | 1499—1514      | Кардинал |
|             | Альфонсо I дель Карретто     | 1514—1517      | Второе правление |
|             | Джованни II дель Карретто    | 1517—1535      | |
|             | Альфонсо II дель Карретто    | 1535—1583      | 1535-1546 гг. под регентством Перетты Сибо-Усодимаре и Маркантонио дель Карретто Дориа. 1558-1564 гг. захвачено Генуэзской республикой. 1564-1566 гг. Джованни Альберто дель Карретто ди Горзегно правил от имени Альфонсо II. С 1566 года управляется имперскими комиссарами. С 1571 территория маркизата оккупирована войсками Габсбургов. |
|             | Алесандро дель Карретто      | 1583—1596      | В изгнании. Титулярный маркиз ди Финале. Аббат Буонакомбы. |
|             | Сфорца Андреа дель Карретто  | 1596—1602      | Последний маркиз из рода дель Карретто, продал маркизат королю Испании |

### Испанские Габсбурги
| Герб | Изображение | Правитель  | Годы правления | Дополнительная информация |
| ---- | ----------- | ---------- | -------------- | --- |
|      |             | Филипп III | 1602—1621      | Де факто территория маркизата была оккупирована армией Габсбургов еще в 1571 году, Филипп III номинально выкупил маркизат у Сфорца Андреа дель Карретто. Имперская инвеститура получена 4 февраля 1619 года. |
|      |             | Филипп IV  | 1621—1665      | Имперская инвеститура получена 19 февраля 1639 года |
|      |             | Карл II    | 1665—1700      | |

### Бурбоны
| Герб | Изображение | Правитель | Годы правления | Дополнительная информация                                                                |
| ---- | ----------- | --------- | -------------- | ---------------------------------------------------------------------------------------- |
|      |             | Филипп V  | 1700—1707      | Передал все итальянские владения, в том числе и маркиза ди Финале Австрийским Габсбургам |

### Австрийские Габсбурги
| Герб | Изображение | Правитель | Годы правления | Дополнительная информация                                                            |
| ---- | ----------- | --------- | -------------- | ------------------------------------------------------------------------------------ |
|      |             | Карл VI   | 1707—1713      | Передал маркизат ди Финале под управление Генуэзской республике 20 августа 1713 года |

### Генуэзские правители
| Изображение | Правитель                     | Годы правления | Дополнительная информация                          |
| ----------- | ----------------------------- | -------------- | -------------------------------------------------- |
|             | Джованни Антонио Джустиниани  | 1713 год       | Первый «генуэзский губернатор» маркизата ди Финале |
|             | Каттанео делла Вольта, Чезаре | 1727—1732      |                                                    |